# Monedas de 5 pesos mexicanos conmemorativas
Las Monedas conmemorativas de 5 pesos mexicano fueron creadas para conmemorar el Bicentenario de la Independencia de México y el Centenario de la Revolución Mexicana. tiene un valor de 3 millones de pesos 

## Historia
En 2008 por iniciativa del gobierno mexicano la Casa de Moneda de México creó estas monedas para conmemorar las festividades del bicentenario y el centenario tanto de la independencia como de la revolución, en total son 37 monedas de la colección las cuales fueron sacadas en tres fases la primera en 2008, la segunda en 2009 y la tercera en 2010.

## 2008
Durante la primera fase de la colección, fueron puestas en circulación 13 monedas, 7 de la independencia y 6 de la revolución las cuales son:

### Independencia
Ignacio López Rayón,
Carlos María de Bustamante,
Francisco Xavier Mina,
Francisco Primo de Verdad y Ramos,
Mariano Matamoros,
Miguel Ramos Arizpe y
Hermenegildo Galeana.

### Revolución
Álvaro Obregón, José Vasconcelos, Francisco Villa, Francisco J. Múgica, Ricardo Flores Magón y Heriberto Jara

## 2009
Durante la segunda fase de la colección, fueron puestas en circulación 13 monedas, 6 de la independencia y 7 de la revolución las cuales son:

### Independencia
Pedro Moreno, Nicolás Bravo, Servando Teresa de Mier, Agustín de Iturbide, Leona Vicario y José María Cos.

### Revolución
Filomeno Mata, Carmen Serdán, Andrés Molina Enríquez, Luis Cabrera, Eulalio Gutiérrez, Belisario Domínguez y Otilio Montaño.

## 2010
Durante la última fase de la colección, fueron puestas en circulación 11 monedas, 6 de la independencia y 5 de la revolución las cuales son:

### Independencia
Miguel Hidalgo y Costilla, José María Morelos y Pavón, Vicente Guerrero, Ignacio Allende, Guadalupe Victoria, Josefa Ortiz de Domínguez.

### Revolución
Francisco I. Madero, Emiliano Zapata, Venustiano Carranza, La soldadera conocida como Adelita y  José María Pino Suárez.